# Folwark (Wólka Bałtowska)
Folwark – część wsi Wólka Bałtowska w Polsce, położona w województwie świętokrzyskim, w powiecie ostrowieckim, w gminie Bałtów. Wchodzi w skład sołectwa Wólka Bałtowska.
W latach 1975–1998 Folwark administracyjnie należał do województwa kieleckiego.
Wierni Kościoła rzymskokatolickiego należą do parafii Matki Bożej Bolesnej w Bałtowie.